# Charles (zangeres)
Charlotte Foret (2001), artiestennaam Charles, is een Belgische singer-songwriter. Ze komt uit Kasteelbrakel.
Ze is de winnaar van het achtste seizoen van The Voice Belgique, een jaar later kwam haar eerste single Wasted Time uit.

## Biografie
Op 23 april 2019 wint Charles het achtste seizoen van The Voice Belgique met het nummer New Born door Muse. Ze zat in het team van de Engelse zanger-gitarist Matthew Irons.
Ze koos haar artiestennaam als eerbetoon aan haar grootvader, die in 2017 stierf. Charles zegt "Het kiezen van een mannelijke naam voor een meisje is vandaag geen probleem."
Haar eerste single, Wasted Time, bereikte plaats 29, in de Belgische Franstalige ranglijsten in augustus 2020. De volgende, Far Gone, stond op plaats 19 van de ultratip. Without You piekte op plaats 28.
Ze werd door Spotify gekozen als een van de artiesten die in de spotlights werden gezet in functie van de campagne Equal, een wereldwijde campagne om gendergelijkheid te bevorderen. Zo was ze te zien op een billboard in Times Square in New York.

### Singles
- Wasted Time (8 maart 2020)
- Far Gone (1 oktober 2020)
- He knows (18 maart 2021)
- Without You (8 april 2021)
- Without You in duet met IBE (mei 2021)

### Album
- Falling While Rising (april 2020)
- Until We Meet Again (27 mei 2022)